# Freystadt
Freystadt là một đô thị ở Neumarkt bang Bayern thuộc nước Đức.